# 京都産業大学バスケットボール部
京都産業大学バスケットボール部（きょうとさんぎょうだいがく-ぶ）は、京都産業大学体育会に所属する男子バスケットボールチームである。関西学生バスケットボール連盟所属。

## 歴史
- 1967年創部。
- 1970年に関西学生リーグ1部昇格。1977年に初優勝を果たし、優勝回数はリーグ最多の19回。1991年からは7連覇を記録した（2010年度時点）。
- 西日本インカレでは1978年の第28回で初優勝、1986年から9連覇を含む15回の優勝、関西インカレでも1979年の第6回で初優勝、1992年からの7連覇を含む歴代最多22回の優勝を記録している。
- 1997年には全日本大学バスケットボール選手権大会（インカレ）準優勝となる。関西連盟所属校では同志社大学に次いで2校目。オールジャパンには23回出場している。
- 毎年5月には法政大学との定期戦を実施している。

## 主な成績
- 全日本大学バスケットボール選手権大会準優勝：1回（1997年）
- 1997年平成9年 関西学生バスケットボール選手権（リーグ戦）優勝 インカレ準優勝
- 1999年平成11年 関西学生バスケットボール選手権（リーグ戦）優勝
- 2002年平成14年 関西学生バスケットボール選手権（リーグ戦）優勝
- 2004年平成16年 関西学生バスケットボール選手権（リーグ戦）優勝
- 2006年平成18年 関西学生バスケットボール選手権（リーグ戦）優勝
- 2011年平成23年 関西学生バスケットボール選手権（リーグ戦）優勝
- 2017年平成29年 関西学生バスケットボール選手権（リーグ戦）優勝
- 2019年令和2年 関西学生バスケットボール選手権（リーグ戦）優勝
- 2021年令和4年関西学生バスケットボール選手権（リーグ戦）優勝 インカレベスト8
- 過去の記録

## 主な卒業生
- 三木力雄 　（東山）
- 山崎昭史 　（松山城南）
- 福島雅人 　（洛南）
- 青野和人 　（東海大三）
- 村上和之 　（東住吉工業）
- 菅裕一 　（新田）
- 堀川竜一 　（土浦日大）
- 菊池宏之 　（尼崎高）
- 菅谷徹 　（興誠）
- 濱田卓実 　（村野工業）
- 田代拓也 　（東住吉工業）
- 井林宥輔 　（山城）
- 坂井レオ 　（豊島高）
- 大庭岳輝 　（洛南）